# Soalazaina
Soalazaina est une commune urbaine malgache située dans la partie centre-ouest de la région d'Alaotra-Mangoro.

## Géographie
La commune se trouve entre Ranomainty et Tanambao Besakay.